# マンジ (文済王)
マンジ（Manzi, モンゴル語: Вэнь Жи ван Манзи, 中国語: 蛮子、? - 1336年）は、モンゴル帝国の皇族で、第5代皇帝クビライ・カアンの子のトガンの五男。文済王。『元史』などの漢文史料では文済王蛮子と記される。

## 概要
生年は不明であるが、ラオジャン、トク・ブカ、コンチェク・ブカ、テムル・ブカらの弟として生まれた。弟には宣徳王ブダシリがいる。
マンジは元統2年（1334年）、ウカアト・カアン（順帝トゴン・テムル）の治世の初期に文済王に封じられた。文済王位は6段階に分けられる王位のランクの中で第2ランクに位置し、比較的高位の王位であった。
同年5月、マンジは詔を受けて大名に出鎮し、銀字団牌を発給された。同時期には雲南王アルクが雲南に出鎮している。
後至元2年（1336年）、マンジは金印・駅券を下賜され、マンジ配下の者は衣服並びに糧5千石の下賜を受けた。マンジの没年は不明であるが至正13年（1353年）に新たな文済王が登場しているため、この頃までには亡くなったとみられる。

## 家系
至正13年（1353年）にはブカ・テムル（不花帖木児）という人物が文済王位を承襲しており、マンジの血縁と見られるが実際にどのような関係にあったかは不明である。
- セチェン・カアン（世祖クビライ）
  - 鎮南王トガン（Toγan ＞脱歓/tuōhuān,توقان/Tūqān）
    - 鎮南王ラオジャン（Laoǰang ＞老章/lǎozhāng,لاوجانگ/Lāujāng）
    - 鎮南王トク・ブカ（Toq Buqa ＞脱不花/tuōbùhuā）
      - 鎮南王ボロト・ブカ（Bolot Buqa ＞孛羅不花/bóluōbùhuā）
        - ダイシンヌ（Daišingnu ＞大聖奴/dàishèngnú）

    - 威順王コンチェク・ブカ（Könček Buqa ＞寛徹普化/kuānchèpŭhuà）
      - ベク・テムル（Bek temür ＞別帖木児/biétièmùér）
      - ダイ・テムル（Dai temür ＞答帖木児/dátièmùér）
      - バウエンヌ（Bau’ennu ＞報恩奴/bàoēnnú）
      - ゼデイヌ（Dzedeinü ＞接待奴/jiēdàinú）
      - 義王コシャン（Qošang ＞和尚/héshàng）

    - 淮王テムル・ブカ（Temür Buqa ＞帖木児不花/tièmùérbùhuā）
    - 文済王マンジ（Manzi ＞蛮子/mánzǐ）
      - 文済王ブカ・テムル（Buqa Temür ＞不花帖木児/bùhuātièmùér）

    - 宣徳王ブダシリ（Budaširi ＞不答失里/bùdāshīlǐ）